# 570

570(오백칠십)은 569보다 크고 571보다 작은 자연수다.

## 수학
- 합성수로, 그 약수는 총 16개다. (1, 2, 3, 5, 6, 10, 15, 19, 30, 38, 57, 95, 114, 190, 285, 570)
  - 570의 진약수의 합은 870이므로, 570은 과잉수다.
  - 제곱 인수가 없는 30번째 과잉수다. 이 성질을 지닌 앞의 수는 546, 다음 수는 582이다. (OEIS의 수열 A087248)
- {\displaystyle 37^{4}-1}은 570으로 나누어떨어진다.

## 과학·기술
- NGC 570(영어판): 고래자리 방향에 있는 막대나선은하.
- 글리제 570: 지구에서 19.2광년 떨어진 곳에 있는 삼중성계.
- 맥라렌 570S: 맥라렌 오토모티브에서 2015년부터 2021년까지 생산한 스포츠카.

## 교통
- 고속도로
  - 오토루트 570호선(프랑스어판): 프랑스의 고속도로.
- 기타 도로
  - 현도 제570호선

## 군사
- U-570: 제2차 세계 대전에 사용된 나치 독일의 군용 잠수함. 영국 왕립 해군에 노획되어 ‘그래프(영어판)’라는 이름으로 사용되었다.

## 문화유산
- 대한민국의 보물 제570호: 전 고령 일괄 유물

## 기타
- 연도: 570년, 기원전 570년
- 570년대
- 한국십진분류법에서 화학공학에 관한 책들이 분류되는 번호.